# Arthur Napoleão
Arthur Napoleão, de son nom complet Arthur Napoleão dos Santos, est un éditeur de musique, marchand d'instruments, pianiste et compositeur brésilien, né le à Porto 6 mars 1843 et mort à Rio de Janeiro le 12 mai 1925.

## Biographie
Né au Portugal, il donne son premier concert à l'âge de sept ans puis tourne à travers l'Europe et en Amérique où il joue parfois en duo avec les compositeurs et pianistes belge Henri Vieuxtemps et polonais Henryk Wieniawski. À l'âge de 15 ans, il donne un concert à New York auquel le critique musical Richard Storrs Willis participe « par curiosité pour voir le genre d'enfant qui chatouille l'Europe » et se dit impressionné par l'« extraordinaire artiste » et trouve « son touché plein de tendresse exquise, sa précision presque infaillible, sa puissance plus que respectable et la rondeur de son touché ravissante ».
En 1866, il s'installe au Brésil et vit à Rio de Janeiro où il vend des instruments de musique et publie de la musique. Il enseigne le piano, notamment à Chiquinha Gonzaga et compose majoritairement des pièces pour piano. Il est titulaire de la chaire no 18 de l'Académie brésilienne de musique (Academia Brasileira de Música).

## Œuvres

### Musique orchestrale
- Camões
- L’Africaine

### Musique pour piano
- A Brasileira
- A Caprichosa
- Elvira
- A Fluminense
- Uma primeira impressão do Brasil
- Soirée de Rio
- Soirées intimes
- Teus olhos